# Nothapodytes pittosporoides
Nothapodytes pittosporoides är en järneksväxtart som först beskrevs av Oliver, och fick sitt nu gällande namn av Herman Otto Sleumer. Nothapodytes pittosporoides ingår i släktet Nothapodytes och familjen Stemonuraceae. Inga underarter finns listade i Catalogue of Life.